# Райт, Джеффри
Дже́ффри Чарльз Райт (англ. Jeffrey Charles Wright; род. 7 декабря 1965, Вашингтон) — американский актёр. Лауреат премий «Тони», «Эмми» и «Золотой глобус», а также номинант на «Оскар» (2024).

## Биография
Райт родился в Вашингтоне, округ Колумбия. Его мать работала таможенным адвокатом, а отец умер, когда Райту был один год. Он окончил частную школу Сент-Олбанс, после чего поступил в Амхерстский колледж, где получил степень бакалавра политологии в 1987 году. Райт планировал продолжить обучение в школе права, однако в итоге выбрал актёрство. Он получил стипендию для обучения в Школе искусств Тиш в Нью-Йоркском университете, но ушёл оттуда спустя два месяца, поскольку понял, что не нуждается в учителе.
Райт начал карьеру с появлений на сцене офф-Бродвейских театров в Нью-Йорке и Вашингтоне. В 1990 году он исполнил свою первую крупную роль в фильме «Презумпция невиновности» с Харрисоном Фордом. В 1991 году он присоединился к Актёрской компании, после чего появился в постановках «Сон в летнюю ночь» и «Кровные узы» Атола Фугарда. В 1993 и 1994 годах Райт исполнял роль дрэг-квин Белиз в пьесе Тони Кушнера «Ангелы в Америке», за которую получил премию «Тони» за лучшую мужскую роль второго плана в пьесе.
Его следующими проектами были как главные, так и роли второго плана в таких фильмах, как «Баския» (1996), где он исполнил роль художника Жана-Мишеля Баския, «Знаменитость» (1998), «Погоня с Дьяволом» (1999) и «Шафт» (2000). В 2003 году Райт вернулся к роли Белиз в мини-сериале HBO «Ангелы в Америке», за которую был удостоен премий «Золотой глобус» и «Эмми». В 2004 году он появился в фильме Джонатана Демми «Маньчжурский кандидат».
31 октября 2019 года стало известно, что Джеффри Райт сыграет комиссара Джеймса Гордона в новом кинокомиксе о Бэтмене «Бэтмен» (2022), постановкой которого занимается Мэтт Ривз.

## Личная жизнь
В 2001 году Райт женился на актрисе Кармен Эджого. У них есть двое детей — сын Элайджа и дочь Джуно. В 2014 году стало известно, что Райт и Эджого развелись.
23 мая 2004 года Райт получил почётную степень от своей альма-матер — Амхерстского колледжа.

## Общественная деятельность
В 1980-х годах Райт занимался активной деятельностью против апартеида в Южной Африке. На протяжении долгого времени он является активистом по прекращению конфликтов, связанными с ресурсами, и в 2011 году основал компанию «Taia Lion Resources», специализирующуюся на добыче полезных ископаемых в Сьерра-Леоне.

## Избранная фильмография
| Год          |    | Русское название                           | Оригинальное название                 | Роль                        |
| ------------ | -- | ------------------------------------------ | ------------------------------------- | --------------------------- |
| 1990         | ф  | Презумпция невиновности                    | Presumed Innocent                     | обвинитель                  |
| 1991         | тф | Разделённые, но равные                     | Separate but Equal                    | Уильям Коулман              |
| 1993         | с  | Хроники молодого Индианы Джонса            | The Young Indiana Jones Chronicles    | Сидней Беше, в 2 эпизодах   |
| 1994         | с  | Полицейские под прикрытием                 | New York Undercover                   | Андре Форман, в 1 эпизоде   |
| 1996         | ф  | Верность                                   | Faithful                              | юноша                       |
| 1996         | ф  | Баския                                     | Basquiat                              | Жан-Мишель Баския           |
| 1997         | ф  | Интенсивная терапия                        | Critical Care                         | Бед Ту                      |
| 1997         | с  | Убойный отдел                              | Homicide: Life on the Street          | Хэл Уилсон, в 3 эпизодах    |
| 1998         | ф  | Знаменитость                               | Celebrity                             | Грег, театральный режиссёр  |
| 1999         | ф  | Погоня с дьяволом                          | Ride with the Devil                   | Дэниэль Холт                |
| 2000         | ф  | Цемент                                     | Cement                                | Нинни                       |
| 2000         | ф  | Гамлет                                     | Hamlet                                | могильщик                   |
| 2000         | ф  | Преступление и наказание по-американски    | Crime and Punishment in Suburbia      | Крис                        |
| 2000         | ф  | Шафт                                       | Shaft                                 | Пиплз Эрнандес              |
| 2001         | ф  | Али                                        | Ali                                   | Говард Бингэм               |
| 2002         | ф  | Детоксикация                               | D-Tox                                 | Яворски                     |
| 2003         | с  | Ангелы в Америке                           | Angels in America                     | Белиз                       |
| 2004         | ф  | Маньчжурский кандидат                      | The Manchurian Candidate              | Эл Мелвин                   |
| 2005         | ф  | Сломанные цветы                            | Broken Flowers                        | Уинстон                     |
| 2005         | ф  | Сириана                                    | Syriana                               | Беннетт Холидей             |
| 2006         | ф  | Девушка из воды                            | Lady in the Water                     | мистер Дьюри                |
| 2006         | ф  | Казино «Рояль»                             | Casino Royale                         | Феликс Лейтер               |
| 2007         | ф  | Вторжение                                  | The Invasion                          | доктор Стивен Галеано       |
| 2008         | ф  | Буш                                        | W.                                    | Колин Пауэлл                |
| 2008         | ф  | Квант милосердия                           | Quantum of Solace                     | Феликс Лейтер               |
| 2008         | ф  | Кадиллак Рекордс                           | Cadillac Records                      | Мадди Уотерс                |
| 2011         | ф  | Мартовские иды                             | The Ides of March                     | сенатор Томпсон             |
| 2011         | ф  | Исходный код                               | Source Code                           | доктор Ратледж              |
| 2011         | ф  | Жутко громко и запредельно близко          | Extremely Loud and Incredibly Close   | Джеймс                      |
| 2012         | с  | Доктор Хаус                                | House M.D.                            | доктор Уолтер Кофилд        |
| 2013         | ф  | Город порока                               | Broken City                           | Карл Фэйрбэнкс              |
| 2013         | ф  | Голодные игры: И вспыхнет пламя            | The Hunger Games: Catching Fire       | Бити                        |
| 2013         | ф  | Выживут только любовники                   | Only Lovers Left Alive                | доктор Уотсон               |
| 2013—2014    | с  | Подпольная империя                         | Boardwalk Empire                      | доктор Валентин Нарцисс     |
| 2014         | ф  | Голодные игры: Сойка-пересмешница. Часть 1 | The Hunger Games: Mockingjay — Part 1 | Бити                        |
| 2015         | ф  | Голодные игры: Сойка-пересмешница. Часть 2 | The Hunger Games: Mockingjay — Part 2 | Бити                        |
| 2016         | тф | Слушание                                   | Confirmation                          | Чарльз Оглтри               |
| 2016—2022    | с  | Мир Дикого запада                          | Westworld                             | Бернард Лоу / Арнольд Уэбер |
| 2018         | ф  | Ночные игры                                | Game Night                            | агент ФБР Рон Хендерсон     |
| 2018         | ф  | З.К.                                       | O.G.                                  | Луис                        |
| 2018         | ф  | Придержи тьму                              | Hold the Dark                         | Расселл Кор                 |
| 2019         | ф  | Щегол                                      | The Goldfinch                         | Хоби                        |
| 2019         | ф  | Прачечная                                  | The Laundromat                        | Мальчус Ирвин Бонкэмпер     |
| 2019         | мс | Зелёные яйца и ветчина                     | Green Eggs and Ham                    | МакВинкль                   |
| 2020         | ф  | Весь день и ночь                           | All Day and a Night                   | Джей Ди                     |
| 2020         | ки | Одни из нас: Часть II                      | The Last of Us Part II                | Айзек Диксон                |
| 2020         | ф  | Честный вор                                | Honest Thief                          | Марк Батлер                 |
| 2021—2024    | мс | Что, если…?                                | What If…?                             | Уату / Наблюдатель          |
| 2021         | ф  | Не время умирать                           | No Time to Die                        | Феликс Лейтер               |
| 2021         | ф  | Французский вестник                        | The French Dispatch                   | Робак Райт                  |
| 2022         | ф  | Бэтмен                                     | The Batman                            | Джеймс Гордон               |
| 2023         | ф  | Город астероидов                           | Asteroid City                         | генерал Гибсон              |
| 2023         | ф  | Растин                                     | Rustin                                | Адам Клэйтон Пауэлл мл.     |
| 2023         | ф  | Американское чтиво                         | American Fiction                      | Телониус «Монк» Эллисон     |
| 2024 — н. в. | с  | Агентство                                  | The Agency                            | Генри Оглтри                |
| 2025         | с  | Одни из нас                                | The Last of Us                        | Айзек Диксон                |
| 2025         | ф  | Финикийская схема                          | The Phoenician Scheme                 | Марти                       |
| 2025         | ф  | Рай и ад                                   | Highest 2 Lowest                      | Пол Кристофер               |
|              | ф  | Кремлёвский волшебник                      | The Wizard of Kremlin                 |                             |